# Józef Wiktor (poseł)
Józef z Wiatrowic Wiktor herbu Brochwicz (ur. 1854, zm. 15 marca 1899 w Berlinie) – polski ziemianin, poseł do Sejmu Krajowego Galicji i Rady Państwa, właściciel dóbr Wojkówka koło Krosna.
Syn Józefa Wiktora herbu Brochwicz (1817-1854) i Zofii z domu Węgleńskiej herbu Szreniawa (1827-1854). W 1872 zdał egzamin dojrzałości w Gimnazjum Polskim (bernardyńskim) we Lwowie (absolwentami zostali wówczas także Bronisław Majewski, Michał Rembacz).
Został wybrany z IV kurii okręgu wyborczego Lisko na posła Sejmu Krajowego Galicji kadencji VI (1889-1895) i VII kadencji  (1895-1901). W marcu 1897 został wybrany z kurii wiejskiej na posła do austriackiej Rady Państwa w Wiedniu IX kadencji (1897-1901). Zmarł w trakcie sprawowania mandatu posła. Po śmierci Józefa Wiktora jego następcą w Radzie Państwa został wybrany 7 czerwca 1899 Jan Potocki, a w Sejmie Krajowym został wybrany 8 listopada 1899 Ignacy Krasicki.
Jego żoną była Aleksandra z domu Wasilewska herbu Drzewica (1867-1936), a ich dziećmi Zdzisław (1885-1916), Maria (1889-1944, po mężu Jarochowska), Józef (1896-1972).
W 1899 popełnił samobójstwo z broni palnej w hotelu w Berlinie z powodu problemów finansowych.